# Aviludo-Louletano-Loulé
El Aviludo-Louletano-Loulé (código UCI: ALL) es un equipo ciclista portugués, con sede en Faro (Algarve). El equipo fue fundado el 13 de diciembre de 1982 como Centro de Ciclismo de Loulé. Antes de 2003, solo participó en la Vuelta a Portugal, con un equipo profesional en la edición de la Vuelta a 1987.

## Clasificaciones UCI
El equipo participa en los circuitos continentales, principalmente en el UCI Europe Tour. 

### UCI Africa Tour
| Temporada | Clasificación por equipos | Mejor corredor | Posición |
| 2008-2009 | 18.º                      | Pedro Lopes    | 103.º    |

### UCI America Tour
| Temporada | Clasificación por equipos | Mejor corredor | Posición |
| 2012-2013 | 27.º                      | Carlos Oyarzún | 97.º     |

### UCI Asia Tour
| Temporada | Clasificación por equipos | Mejor corredor           | Posición |
| 2013-2014 | 83.º                      | Vicente García de Mateos | 427.º    |

### UCI Europe Tour
| Temporada | Clasificación por equipos | Mejor corredor           | Posición |
| 2008-2009 | 26.º                      | João Cabreira            | 235.º    |
| 2009-2010 | 41.º                      | Santiago Pérez           | 88.º     |
| 2012-2013 | 94.º                      | Carlos Oyarzún           | 481.º    |
| 2013-2014 | 92.º                      | Vicente García de Mateos | 426.º    |
| 2015      | 62.º                      | João Benta               | 255.º    |
| 2016      | 73.º                      | Vicente García de Mateos | 308.º    |
| 2017      | 64.º                      | Vicente García de Mateos | 106.º    |
| 2018      | 55.º                      | Luís Mendonça            | 284.º    |
| 2019      | 82.º                      | Vicente García de Mateos | 368.º    |
| 2020      | 45.º                      | Sergey Shilov            | 242.º    |
| 2021      | 91.º                      | Jesús del Pino           | 1561.º   |
| 2022      | 95.º                      | Jesús del Pino           | 848.º    |

## Palmarés
Para años anteriores, véase Palmarés del Aviludo-Louletano-Loulé

### Palmarés 2025

#### Circuitos Continentales UCI
| Fechas       | Circuito             | Carreras                          | Ganador        |
| 7 de agosto  | UCI Europe Tour 2025 | 1.ª etapa de la Vuelta a Portugal | Nicolás Tivani |
| 16 de agosto | UCI Europe Tour 2025 | 9.ª etapa de la Vuelta a Portugal | Nicolás Tivani |

#### Campeonatos nacionales
| Fechas | Carreras | Ganador |

## Plantilla
Para años anteriores, véase Plantillas del Aviludo-Louletano-Loulé

### Plantilla 2025
| Nombre          | Nacimiento | Nacionalidad | Equipo 2024                      |
| Tomás Contte    | 01/08/1998 | Argentina    | Aviludo-Louletano-Loulé Concelho |
| Jesús del Pino  | 09/09/1990 | España       | Aviludo-Louletano-Loulé Concelho |
| José Dias       | 20/06/2000 | Portugal     | Aviludo-Louletano-Loulé Concelho |
| David Domínguez | 28/07/2000 | España       | Aviludo-Louletano-Loulé Concelho |
| Jorge Gálvez    | 11/04/2000 | España       | Neo (Zamora Enamora)             |
| Cláudio Leal    | 30/07/2004 | Portugal     | Neo (Porminho Team sub-23)       |
| Carlos Oyarzún  | 26/10/1981 | Chile        | Aviludo-Louletano-Loulé Concelho |
| Sérgio Saleiro  | 20/10/2003 | Portugal     | Neo (Óbidos Cycling Team)        |
| Nicolás Tivani  | 31/10/1995 | Argentina    | Aviludo-Louletano-Loulé Concelho |
| Daniel Viegas   | 05/01/1998 | Portugal     | Aviludo-Louletano-Loulé Concelho |